# Karpitsanjärvi
Karpitsanjärvi är en sjö i kommunen Ilomants i landskapet Norra Karelen i Finland. Arean är 35 hektar och strandlinjen är 2,59 kilometer lång. Sjön  ingår i Vuoksens huvudavrinningsområde.   Den ligger omkring 96 kilometer nordöst om Joensuu och omkring 470 kilometer nordöst om Helsingfors. 